# 메밀꽃, 운수 좋은 날, 그리고 봄봄
《메밀꽃, 운수 좋은 날, 그리고 봄봄》은 2014년 개봉된 안재훈, 한혜진 감독의 대한민국 애니메이션 영화로, 대한민국의 현대 문학 중 《메밀꽃 필 무렵》, 《운수 좋은 날》, 《봄봄》을 원작으로 한다. 2014년 제 18회 서울 국제 만화 애니메이션 페스티벌 개막작으로 선정되었고, 같은 해 8월 21일에 개봉하였다.

## 개요
장편 애니메이션 《소중한 날의 꿈》을 선보였던 안재훈, 한혜진 감독의 작품. 제작비는 7억 원으로, 스튜디오 연필로 명상하기와 공동 제작자인 EBS, 김영사가 분담하였다.
안재훈 감독은 한국 현대 문학을 영상화하는 작업을 통해 문학이 가진 생명력을 살리고 싶다고 밝혔으며, 기성 세대와 젊은 세대 간의 연결고리를 만들고 싶다고 밝혔다. 또한, 《소나기》, 《무녀도》, 《벙어리 삼룡이》 등의 다른 문학 작품도 영상화하여 선보일 예정이라고 밝혔다.

## 등장 인물
| 메밀꽃 필 무렵 - 엄상현 : 동이 역 - 기영도 : 허 생원 역 - 이인성 : 조 선달 역 - 서주애 : 성 서방네 처녀 역 |  | 운수 좋은 날 - 장광 : 김 첨지 역 - 류현경 : 아내 역 - 변영희 : 치삼 역 - 김윤미 : 앞집 마나님 역 | 봄봄 - 남상일 : '나' 부분 판소리, 도창 역 - 박영재 : 사위 역 - 이종혁 : 장인 역 - 미소윤 : 점순 역 |  |

## 같이 보기
- 메밀꽃 필 무렵
- 운수 좋은 날
- 봄봄